# Four à chaux du Bernardeau
Le four à chaux du Bernardeau est situé au lieu-dit Le Bernardeau à Saint-Herblon, près d'Ancenis, dans le département de la Loire-Atlantique en Pays de la Loire. 

## État, accès et visibilité
Entre la Loire et le domaine de Juigné, sur la route du Bernardeau, l'ancien four est visible de la route et accessible en pénétrant dans un champ. Il s'agit d'un ouvrage surmonté d'une tour en ruine. L'ensemble est visible de la ligne de train entre Angers et Nantes.

## Histoire
Date de construction inconnue. Le cadastre napoléonien de 1812 ne porte pas trace de ce four à chaux, ce qui laisse supposer qu'il a été construit après cette date.
Le four était approvisionné en pierres provenant de Liré, de l'autre côté de la Loire, par péniches,  La chaux était destinée à amender les terres des fermes du Comte de Juigné. 
Vers 1850, la construction de la voie ferrée le long de la Loire coupe l'approvisionnement en pierre par le fleuve. Le Comte de Juigné fit un procès à la Compagnie des chemins de fer d'Orléans et utilisa l'argent des dédommagements pour faire construire une tour au dessus du four.